# Еланцы
Еланцы́ (бур. Ялга Ганса) — село в Иркутской области России, административный центр Ольхонского района и Еланцынского сельского поселения.

## География
Расположено в 210 километрах к северо-востоку от Иркутска, на реке Анге, в 12 км к северо-западу от места её впадения в озеро Байкал. Через село проходит региональная автодорога 25К-003 Баяндай — Хужир (ответвление автодороги Р418), ведущая на остров Ольхон.

## Название
Название происходит от бурятских слов «ялга» (иркутский диалектный вариант слова «жалга») — «ложбина», «лог», «падь» и «ганса» — «только один», «единственный», что показывает наличие большого числа долин в этой местности.

## Население
| 1959  | 1970  | 1979  | 1989  | 2002  | 2010  | 2011  |
| ----- | ----- | ----- | ----- | ----- | ----- | ----- |
| 1910  | ↗2616 | ↗2808 | ↗3362 | ↗3762 | ↗4009 | ↗4022 |
| 2012  | 2021  |       |       |       |       |       |
| ↗4027 | ↗4488 |       |       |       |       |       |